# خداع زولنر

خداع زولنر.

وهم زولنر (بالألمانية: Zöllner illusion) هو خداع بصري تم تسميته نسبة إلى مكتشفه عالم الفيزياء الفلكي الألماني يوهان كارل فريدريش زولنر عام 1860، حيث أرسل زولنر اكتشافه في رسالة إلى الفيزيائي والعالم يوهان كريستيان بوغندورف، الذي اكتشف في وقت لاحق خداع بوغندورف ذو الصلة.
تبدو في هذا الشكل كثير من الخطوط السوداء الطويلة غير المتوازية، ولكنها في الواقع متوازية. كما انه يحتوي على خطوط أقصر موضوعة بزاوية على الخطوط الطويلة. هذه الزاوية تساعد على خلق انطباع بأن واحدة من نهايات الخطوط الطويلة أقرب إلى المشاهد من الطرف الآخر. هذا الخداع مشابه جدا لما يظهر في خداع فونت.
يُشار بالذكر إلى انه إذا تمت طباعة الخطوط باللون الأخضر على خلفية حمراء، بحيث يكون سطوع اللون الأحمر والأخضر متساوي، فإن هذا الخداع يختفي على الفور. 